# Věcov
Věcov är en ort i Tjeckien.   Den ligger i regionen Vysočina, i den centrala delen av landet, 140 km öster om huvudstaden Prag. Věcov ligger 604 meter över havet och antalet invånare är 662.
Terrängen runt Věcov är varierad.Runt Věcov är det ganska tätbefolkat, med 111 invånare per kvadratkilometer. Närmaste större samhälle är Nové Město na Moravě, 9,2 km sydväst om Věcov. Omgivningarna runt Věcov är en mosaik av jordbruksmark och naturlig växtlighet.